# Nothingface (álbum)
Nothingface é o quinto álbum de estúdio da banda de metal canadense Voivod. Foi lançado pela Mechanic/MCA Records em 13 de outubro de 1989. O álbum marcou uma mudança para a banda, expandindo sua música e explorando sons mais progressivos.
Nothingface foi o álbum mais bem sucedido do Voivod até agora, sendo o único álbum a entrar nas paradas da Billboard 200, onde alcançou a posição 114. Foi gravado um videoclipe para a música "Astronomy Domine", um cover do Pink Floyd, e exibido no Headbangers Ball da MTV.
Em 2005, Nothingface ficou em terceiro lugar na lista dos 500 melhores discos de Rock & Metal de todos os tempos da revista Rock Hard.

## Faixas
Todas as músicas compostas por Denis D'Amour, Jean-Yves Thériault e Michel Langevin, letras por by Denis Bélanger, exceto "Astronomy Domine" escrita por Syd Barrett.
| N.º | Título                                | Duração |  |
| 1.  | "The Unknown Knows"                   | 5:55    |  |
| 2.  | "Nothingface"                         | 4:14    |  |
| 3.  | "Astronomy Domine (Pink Floyd cover)" | 5:30    |  |
| 4.  | "Missing Sequences"                   | 5:49    |  |
| 5.  | "X-Ray Mirror"                        | 4:28    |  |
| 6.  | "Inner Combustion"                    | 3:48    |  |
| 7.  | "Pre-Ignition"                        | 5:11    |  |
| 8.  | "Into My Hypercube"                   | 5:03    |  |
| 9.  | "Sub-Effect"                          | 4:19    |  |

## Formação
- Denis Bélanger - vocal
- Denis D'Amour - guitarra
- Jean-Yves Thériault - baixo
- Michel Langevin - bateria